# Independence Air
Independence Air war eine US-amerikanische Fluggesellschaft.

## Geschichte

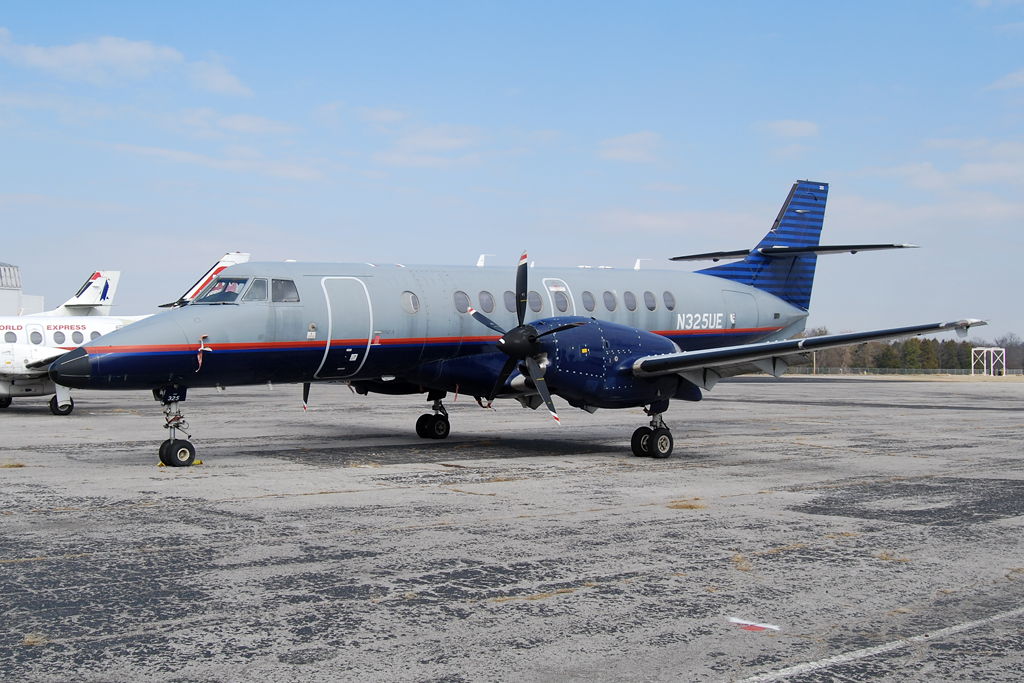
Jetstream 41 der Atlantic Coast Airlines, 2009

Unter dem Namen Atlantic Coast Airlines nahm sie zum 15. Dezember 1989 den Betrieb als regionaler Partner der United Airlines auf und führte für diese Zubringerflüge durch. Ab 1999 kam als zweites Standbein die Delta Airlines hinzu.
Im November 2005 beantragte das Mutterunternehmen Flyi Corp. im Rahmen des Chapter-11-Verfahren Insolvenz. Schon vorher wurde jedoch der Wechsel des Geschäftsmodells erarbeitet und man positionierte sich im Sommer 2004 neu als Billigfluggesellschaft unter dem Namen Independence Air. Der Flugbetrieb wurde am 16. Juni 2004 aufgenommen.
Zunächst wurden dabei die vorhandenen Canadair Regional Jets eingesetzt. Da deren Sitzplatzkosten je Flugmeile um etwa dem Faktor 4 über denen der etablierten LCC-Konkurrenz lagen, versuchte man einen schnellen Wechsel in der Flotte und beschaffte im Jahr 2005 einige Maschinen des Typs Airbus A319. Die aufgelaufenen Verluste konnten jedoch nicht kompensiert werden. Es wurden deshalb im November 2005 Gläubigerschutz beantragt und in mehreren Stufen bis zum 5. Januar 2006 der Betrieb eingestellt. Die Flugzeuge gingen zurück an die Leasinggeber, andere Vermögenswerte wurden versteigert. So erwarb z. B. Northwest Airlines die Betriebslizenz und wollte auf dieser Basis eine neue Zubringerairline aufbauen.

## Flotte

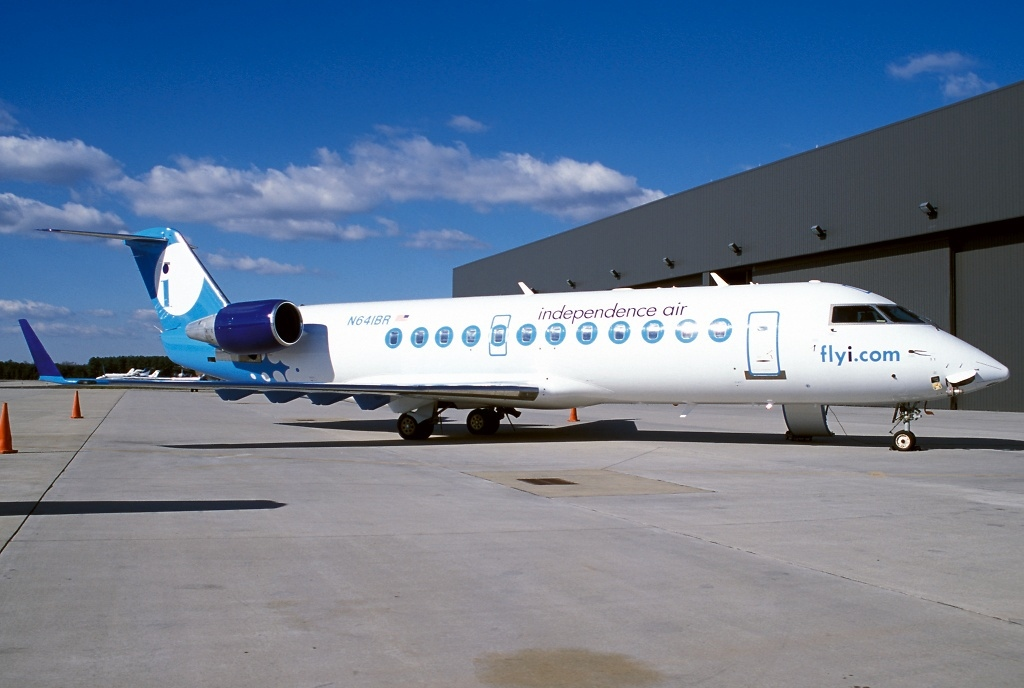
Bombardier CRJ200 der Independence Air, 2003

| Flugzeugtyp    | Anzahl | Anmerkungen                    |
| -------------- | ------ | ------------------------------ |
| Airbus A319    | 12     |                                |
| Bombardier CRJ | 30     |                                |
| Gesamt         | 42     | Stand zuletzt (5. Januar 2006) |